# Euxoa monteclara
Euxoa monteclara är en fjärilsart som beskrevs av Smith 1906. Euxoa monteclara ingår i släktet Euxoa och familjen nattflyn. Inga underarter finns listade i Catalogue of Life.